# 藤木美奈子
藤木 美奈子（ふじき みなこ、1959年 - ）は、日本の評論家、作家、学者。

## 人物・来歴
大阪市生まれ。実父は在日コリアン。貧困シングルマザーの子供として育ち、児童虐待やパートナーからのドメスティックバイオレンス（DV）を経験する。女子刑務所刑務官、会社経営を経て、1995年、雇用されずに働く女性の社会的自立を支援する「WANA関西」を設立。
1999年、第14回統一地方選挙の大阪府知事選挙に出馬して落選。
大阪市立大学大学院修士課程修了、2008年同博士課程修了、「ホームレス支援におけるエンパワメントについての検討 更生施設入所者を対象としたSSTプログラムの実践を通して」で博士（創造都市）、龍谷大学准教授。一般社団法人WANA関西代表理事、SEP研究所（東京・大阪）、児童相談所、福祉施設などで自尊感情回復のための心理プログラム「SEP」の実践研究を行う。

## 著書
- 『囚われた女たち 女子刑務所へ愛をこめて』ライブストーン, 1995.9 「女子刑務所 女性看守が見た「泣き笑い」全生活」講談社文庫　2001
- 『10年後はもっと働ける 大阪初の女性府知事候補8万人のyes』出版文化社, 2000.2
- 『我慢するのはもう、イヤだ』講談社, 2001.12 「傷つけ合う家族 ドメスティック・バイオレンスを乗り越えて」 (講談社文庫)
- 『幸せな家売ってください』講談社, 2002.9
- 『ストーカー・夏美』 (講談社文庫) 2003.6　（小説）
- 『親に壊された心の治し方 「育ちの傷」を癒やす方法がわかる本』 (こころライブラリー) 講談社, 2017.1
- 『あの世からの訪問者』東京図書出版, 2019.10
- 『親の支配脱出マニュアル 心を傷つける家族から自由になるための本』(こころライブラリー) 講談社, 2021.5
- 『親のことが嫌いじゃないのに「なんかイヤだな」と思ったときに読む本』WAVE出版, 2022.4

共著
- 『ドキュメント会社再生 アンタ、覚悟はできてるか』 (儲からんのはアンタのせいや) 桂幹人共著. 講談社, 2003.7